# Schwanenpelz der Marlene Dietrich

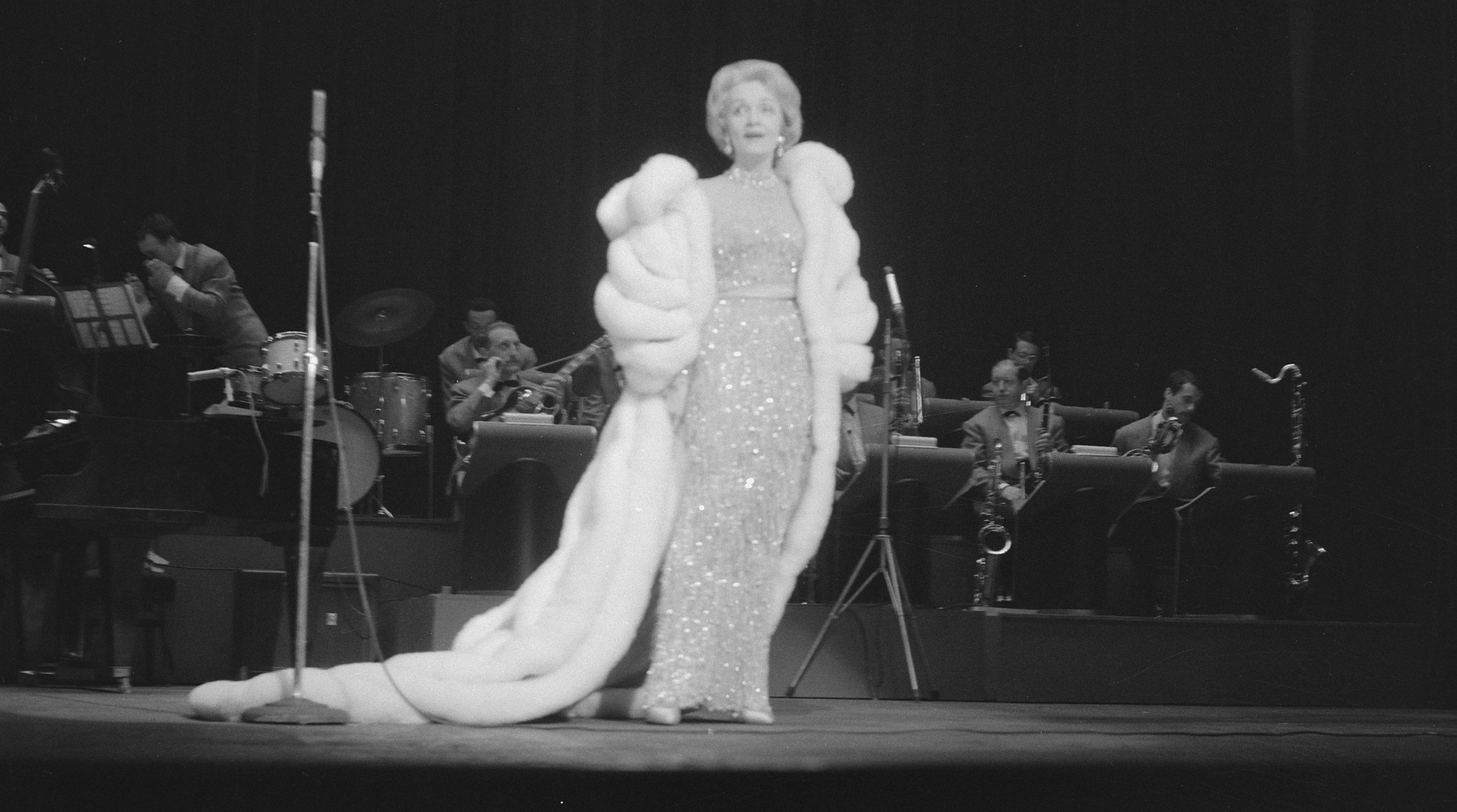
Marlene Dietrich im Schwanenpelz, am 28. Mai 1960 im Tuschinski-Theater in Amsterdam

Der Schwanenpelz der Marlene Dietrich ist ein für die Schauspielerin und Sängerin Marlene Dietrich (* 27. Dezember 1901; † 6. Mai 1992) für ihren Bühnenauftritt aus Vogelfellen gearbeiteter Mantel mit großer runder Schleppe. Der französisch-US-amerikanische Kostümbildner und Modedesigner Jean Louis, der das hauptsächlich darunter getragene Kleid entworfen hat, übernahm auch die Umsetzung der von der Dietrich gezeichneten Ideenskizzen. Erstmals trug sie den Mantel Im Jahr 1957 bei ihrem Auftritt im Sands-Hotel in Las Vegas.
Der Schwanenmantel befindet sich heute in zwei Ausfertigungen in der Marlene-Dietrich-Sammlung „Deutsche Kinemathek - Marlene Dietrich Collection Berlin“. Seit dem Ankauf des Nachlasses im Jahr 1993 durch das Land Berlin (mit Unterstützung des Bundes) wird er als nationales Kulturgut geführt.

## Allgemein
Als Vogelfell wird in der Pelzwirtschaft die abgezogene, befiederte Haut eines Vogels bezeichnet. Vor der Verarbeitung zu Kleidung werden die Deckfedern regelmäßig entfernt, nur die weichen Daunen- beziehungsweise Flaumfedern bleiben erhalten. Seit gegen Ende der ersten Hälfte des 20. Jahrhunderts fand jedoch eine Verwendung von Vogelfellen bei der Herstellung von Kleidung nicht mehr in merklichem Umfang statt. Bereits 1970, da bereits überholt, wurde ihre Nutzung als „nur noch verhältnismäßig selten als Garnitur für Morgenröcke oder Festkleidung von Teenagern“ erwähnt. Der Schwanenpelz der Dietrich wurde in fast allen Presseberichten als „Mantel aus Vogelfedern“, „aus Brustdaunen“ oder ähnlich, beschrieben. Er wurde jedoch noch aus mit flaumbefederten, gegerbten Vogelhäuten gearbeitet.
Amerikanische Biologen haben an einem Schwan 25.216 Federn gezählt, von denen sich allerdings allein 20.000 an Kopf und Hals befanden. Jedoch wurden auch Felle der Gänse als „Schwanenbesatz“ gehandelt. Vor allem in Holland gab es Betriebe, die, neben der Fleischnutzung, besonders für die Pelzverwendung geeignete Gänse züchteten. Die Schwanenmäntel für die Auftritte der zahlreichen, später in der Rolle der Marlene Dietrich aufgetretenen Sängerinnen wurden jedoch wohl immer, wie beispielsweise 2019 im Schauspielhaus Gießen, aus sogenannten „Marabu“- und anderen Federn, auf Stoff aufgenähten Federn, und nicht aus Vogelfellen gearbeitet.
Marlene Dietrichs Aufstieg begann in den 1930er Jahren in Berlin. Sie setzte in ihrer Karriere einige wesentliche Modetrends. Selbstironisch sagte sie von sich: „Ich kann nicht singen. Also muss das, was ich trage eine Sensation sein.“ Ihren Kultstatus als Modeikone erlangte sie vor allem mit ihrem ersten Hollywoodfilm „Marokko“, in dem sie einen Hosenanzug trug, ein Entwurf von Travis Banton. Zur damaligen Zeit schien es ein Skandal, der jedoch bald in einen regelgerechten Hype umschlug. Hose und Blazer erhielten Einzug in die elegante Damenmode. In Erinnerung geblieben sind außerdem ihre hautengen, transparent wirkenden Bühnenkleider mit Glitzerbesatz, dazu der üppige Schleppenmantel aus Schwanenpelz, in der Zeitung „Die Zeit“ damals als das wohl „glamouröseste Kleidungsstück der Welt“ bezeichnet.
Der Schwanenmantel war nicht das erste und nicht das letzte, mit Federn garnierte Kostüm der Dietrich. In Alfred Hitchcocks Film „Die rote Lola“ aus dem Jahr 1950 sang sie, hingeräkelt in einem mit Marabufederdaunen verbrämten, überlangen Seidengewand, in Cole Porters „I'm the laziest gal in town“. Mitte der 1950er Jahre trat Marlene Dietrich in London in einem transparenten Chiffonkleid auf, das über und über mit Rheinkiesel und anderem Strass bestickt war, in der Art, wie sie es bei den Bühnenauftritten während des Weltkrieges vor Soldaten getragen hatte. Darüber trug sie eine gewaltige Stola aus Schwanenpelz von Christian Dior. Im Besitz des Berliner Filmmuseums, 2020 ausgestellt im Berliner Schwulen Museum, befindet sich ein federgeschmücktes weißes Kleid, das sie als „Leda mit dem Schwan“ zu einem Fest trug, bei dem jeder als die am meisten von ihm verehrte Person erschien. Im Mai 1959 trat Marlene nach einer vorhergegangenen Aufführung noch einmal im Sahara Hotel im Schwanenpelz auf. Wesentlicher Teil des von Jean Louis entworfenen Bühnenkostüms war ein goldenes Paillettenkleid. Es bestand, wie das dazugehörende Mieder, aus hautfarbenem, elastischen Tüll („Soufflé“) des Produzenten Biranncini. Die Tochter Maria Riva schrieb: darauf „Tausende und Abertausende Perlen“ mit diesem „geradezu fanatischen Perfektionismus appliziert, bis die Dietrich im Spiegel schließlich das sah, was sie dem Publikum präsentieren wollte - eine sublime Frau, einen perfekten Körper, eine makellose Göttin, die vollständig bekleidet war und doch für das menschliche Auge nackt wirkte“. Darüber trug sie diesmal einen schrillen, kanariengelben Federmantel. Wie Werner Sudendorf, 34 Jahre lang Leiter der Sammlungen des Filmmuseums Berlin, feststellte: „Darin wirkte sie wie ein kostbar glitzernder, exotischer Vogel. Für europäische Verhältnisse war das Kleid eine groteske Geschmacksverirrung, für Las Vegas war es das richtige.“
Zwei Versionen eines auf 1955 datiertes „Showkleids, »Federkleids«, mit Pailettenstickerei in Form von Federn sowie angearbeitete Boa und Schleppe aus geknoteten Straußenfedern“, auch von Jean Louis entworfen, befinden sich ebenfalls im Archiv der Deutschen Kinemathek. Des Weiteren enthält die Sammlung zwei Kostümentwürfe des argentinischen Modedesigners Horace Lannes aus der Zeit etwa zwischen 1950 und 1959, die Marlene Dietrich in zwei bodenlangen, üppig mit Federn verbrämt Capes zeigen, außerdem zahlreiche Rechnungen über Federn der Spezialfirma Hayflich Co. in New York für Marlene Dietrich aus Ende der 1950er Jahre.
Mit luxuriösen Pelzen schmückten sich wohl alle großen Stars jener Zeit, das traf neben anderen auch für Marlene Dietrich ganz besonders zu. Ob in Filmen oder bei öffentlichen Auftritten, bei allen möglichen Gelegenheiten ist sie mit den schmeichelndsten und wertvollsten Fellarten zu sehen. Pelze und Federn und Chiffonkleider eignen sich, um mit ihnen durch Windmaschinen besondere Effekte zu erzeugen, was bei etlichen Veranstaltungen auch genutzt wurde.
Im Film „Perlen zum Glück“ aus dem Jahr 1936 war sie bereits in einem mit meterlangem Fuchspelz eingefassten Chiffonumhang aufgetreten. Der Schwanenmantel ähnelte in seiner Kragen- und Ärmelform sehr einer Schwanenjacke, die sie in der Boudoirszene des Films Die scharlachrote Kaiserin getragen hatte. Maria Riva meinte: „Ich bin überzeugt, dass meiner Mutter niemals bewusst war, dass sie perfekte Kreationen aus der Vergangenheit noch einmal erfand. Zudem war alles auch beim zweiten Mal so perfekt, dass keine Veranlassung bestand, sie darauf aufmerksam zu machen.“ Das „schillernde Glasperlenkleid“ und den Schwanenmantel bezeichnete Riva als die „beiden Meisterstücke“ ihrer Mutter, in der Zeit als „sie bereits über Las Vegas hinausgewachsen“ war und ihre Konzerte in richtigen Theatern gab.

## Entstehung
Etwa 1953 ging der Auftrag, ein Kostüm für den großen Auftritt von Marlene Dietrich in Las Vegas herzustellen an Jean Louis, dessen Arbeit sie bewunderte. Die Künstlerin war überzeugt, dass nur ein Kostümatelier eines großen Filmstudios in der Lage war, „ein Kostüm anzufertigen, das dem großen Auftritt einer Marlene Dietrich in Las Vegas angemessen war“. Louis war als Kostümbildner für Columbia Pictures tätig und hatte dort bereits für Rita Hayworth gearbeitet. Da der Chef der Columbia die Dietrich gern für eine Hauptrolle engagiert hätte, gab er ihr zudem einige Jahre lang die Erlaubnis, ihre so berühmt werdenden Kleider in den studioeigenen Werkstätten anfertigen zu lassen.
Marlene Dietrichs sehr einfache Skizzen und Jean Louis’ elegante Entwürfe für den Schwanenpelz sind noch erhalten. Ein erster, undatierter Entwurf der Dietrich zeigt auf einem Blatt einen eher konventionellen, wohl bodenlangen Mantel und ein Cape, beide in diagonaler Streifenführung, die Vorderkanten mit einem abschließenden Längsstreifen. Eine derartige, diagonale Anordnung der Streifen würde, insbesondere bei der Verarbeitung mit dünnen Tüllstreifen in der Art der in der Pelzverarbeitung üblichen Galons, zu einem kaum lösbaren Problem des ungleichen, einseitigen Fall des Mantels führen. Die Capevariante hat einen tief ausgeschnittenen, fellumrandeten Armaustritt. Eine weitere von Dietrich gezeichnete, undatierte Skizze zeigt ein oberes, nicht verwirklichtes Rückenteil, welches sie schmaler haben möchte, damit kein Buckel entsteht. Eventuell als Ausschmückung der Zeichnung sind spiralförmig geformte Federn(?) eingezeichnet. Diese wurde später auch derart gedeutet, dass Fellstücke oder Federn spiralförmig auf dem Untergrund befestigt werden sollten.
Bei der Herstellung des zweiten Mantels kam es zu Differenzen zwischen Marlene Dietrich und der Firma Western Union Costume. Marlene hatte sich unter anderem den neuen Schwanenmantel und ein weiteres ihrer hautfarbenen, sogenannten Nacktkleider anfertigen lassen und weigerte sich noch offene Rechnungen zu bezahlen, die Kostüme seien noch nicht in ihrem Besitz. Sie gab an, für die Anfertigung einer identischen Kopie des Schwanenmantels, der von Elisabeth in der Werkstatt von Columbia Pictures genäht worden ist, habe sie neben den Kosten für die Häute durch einen Kürschner und der Kosten für Columbia noch 5000 Dollar an Elisabeth bezahlt. Sie weigere sich für eine einfache Kopie die Entwicklungs- oder Änderungskosten (Continuation Prize im Gegensatz zu Purchase Prize = Festpreis) von mehr als 1500 Dollar an Western Costume zu zahlen. Da es ein Duplikat sei und damit der Schnitt bereits vorliege, seien die hohen Kosten für eine Schnittentwicklung nicht mehr zu berücksichtigen. Außerdem habe der neue Mantel eine andere Form und verliere permanent Federn. Das akzeptiere sie nicht. Der Mantel müsse zu Elisabeth zurück, die dafür sorgen soll, dass sie eine exakte Kopie des ersten Mantels bekomme. Elisabeth arbeite im Moment leider nicht für sie. Sie würde erst dann wieder einen Vorschuss bezahlen, wenn ihr akzeptable Preise eingeräumt würden.
In einer Antwort hieß es unter anderem, die Kostüme wären deshalb nicht in ihrem Besitz, weil sie die Abnahme abgelehnt und die Annahme verweigert habe. Der Mantel (hier fälschlich als „weißer Federmantel“ („White feather on white marquisette“)) bezeichnet und beschrieben, sei anprobiert und nun bereit, mit Federn versehen zu werden. Sie habe ihn aber bei ihrem Besuch trotzdem abgelehnt. Die hohe Summe für die Kopie des Schwanenmantels erkläre sich so: Elisabeth habe vom originalen Mantel den Schnitt abgenommen und diesen dann zurückgeschickt. Die Schwanenfedern (? Schwanenfelle) waren diesmal von einer anderen Firma bezogen worden und daher nicht identisch mit dem bisherigen Mantel. Dadurch sei es nötig geworden, eine neue Mantelform zu entwickeln. Hinzu komme, dass ihr alter Mantel mit einem neuen, passend eingefärbten Seidenfutter versehen worden und mehrfach überarbeitet und gereinigt worden sei. Es habe viel Zeit und Arbeit gekostet, in wieder in einen perfekten Zustand zu versetzen. Herr Golden, Präsident der Western Union, der Schreiber der Zeilen, hatte eine weitere Arbeit für die Dietrich abgelehnt, bevor nicht die alten Rechnungen bezahlt wären. Er scheint damit Ärger bekommen zu haben, zwei Wochen später entschuldigte er sich bei ihr „sehr untertänig“. Im Februar 1962 kam das erneuerte Ensemble inklusive Mantel zum ersten Mal auf die Bühne.

## Auf der Bühne
Ihre ersten und gleichzeitig bestbezahlten Engagements hatte Marlene Dietrich 1953 im Sahara Hotel in Las Vegas. Hier begann auch ihre Zeit mit den raffinierten Kleidern, in denen sie, obwohl angezogen, nackt wirkte. Ihre Kostüme fanden in der Presse häufig mehr Beachtung als ihr Gesang. Nach dem Auftritt dort am 14. Februar 1956 stand im New York Herald Tribune: „Letzte Nacht trug sie ein Kleid, das, wie ihr Kostümbildner angibt, mit 27.000 von Hand angenähten Diamantperlen besetzt war und eine Million Nadelstiche sowie sechs Monate Fertigungszeit in Anspruch genommen hat. Darüber trug sie einen gewaltigen weißen Mantel aus den Brustdaunen von 300 Schwänen. Der Mantel maß vier Meter vom oberen Kragenrand bis zum Ende der Schleppe und war an seiner weitesten Stelle knapp drei Meter breit.“
Als sie dann im Jahr 1960 zum ersten Mal nach ihrer Emigration wieder nach Deutschland kam, trug sie bei einer Vorstellung im West-Berliner Titania-Palast den vielbeachteten „Schwanenpelz“, wie es fantasievoll hieß, „aus 5000 Schwanendunen“ gearbeitet. Weiter wurde später festgestellt, auf der Welttournee „»trug« MARLENE ihren Schwanenmantel fast bei Tag und Nacht. In der Nacht lockte er alle Blicke auf sie und am Tage schützte er vor den neugierigen Kameras“. Nach einem Eierwurf auf ihre Person hatte sie einem Reporter auf die Frage, ob sie Angst vor einem Anschlag hätte, geantwortet: „Angst? Nein, ich habe keine Angst. Nicht vor den Deutschen, nur um meinen Schwanenmantel, aus dem ich Eier- oder Tomatenflecken kaum herausbekommen würde, um den habe ich etwas Angst.“
Unter anderem trat sie 1964 im Stockholmer Berns Salonger mit ihrem Schwanenpelz auf, 1964 in Moskau, im November 1973 in Montreal.
Eines der berühmtesten Fotos von Marlene Dietrich entstand, als sie bereits 71 Jahre alt war. Sie saß dafür Milton Greene Modell, eine „von Kopf bis Fuß in einen Mantel aus Schwanenfedern gehüllte, darunter aber anscheinend nackte Dietrich“. „Marlene Dietrich, stolz und aufrecht, ihr schlanker, jungenhafter Körper in einen langen Mantel aus Schwanenfedern gehüllt. Gekonnt setzt die Diva bis zum Schluss den Mythos ihrer unvergänglichen Jugend in Szene.“

## Beschreibung
Der Mantel hat eine Rückenlänge, einschließlich der Schleppe, von nicht ganz drei Metern. Die durch hautfarbenes Organza voneinander abgesetzten Streifen aus weißem Vogeldaunenfell sind bogenförmig konzentrisch angeordnet. Die Ärmel- und die Streifen des runden Kragens schließen in gleicher Anmutung an das Rumpfteil an. Der Kragen besteht aus einem aus dem Rumpfstreifen fortlaufenden Stehkragen, über den im Bogen zum Schlauch genähte Fellstreifen gelegt sind, in der Wirkung entfernt ähnlich einem Stuartkragen. Die Ärmel bestehen gleichfalls aus spiralartig geformten, auf den Trägerstoff montierten Fellstreifen. Rumpf und Ärmel sind mit cremefarbiger Organza abgefüttert.
Die Felle wurden untereinander wohl mit einer Pelzmaschinennaht zusammengefügt und mit Handnähten auf die Organza genäht, das Futter wurde mit sehr feinen Stichen mit überwendlichen Handnähten eingebracht. Wie in der Kürschnerei üblich wurden die Felle halbfellig versetzt, das heißt, je ein halbes Fell kam spiegelgleich in jeweils eine Mantelhälfte. Die größte Felllänge beträgt etwa 40 Zentimeter (die Felllänge von Höckerschwan- und Gänsefellen wurde in der Literatur mit 70 bis 80 Zentimeter angegeben).
Die beiden äußeren Streifenpaare bestehen aus etwa je 10 übereinandergenähten Fellteilen. Davon ausgehend, dass in einem der unteren Streifen längs halbierte Felle verwendet wurden, sind im älteren der beiden Pelze ca. maximal 50 Felle verarbeitet. Die vom Umfeld der Dietrich verbreitete Verwendung von 200 Schwanenbrüsten scheint eine der Werbung dienende Fantasiezahl zu sein. Andere Pressemeldungen der Zeit schrieben sogar von 5 Millionen Federn von 300 Schwänen.

## Folgezeit
Der Schwanenpelz befindet sich in beiden Ausfertigungen heute in der Marlene-Dietrich-Sammlung der Deutschen Kinemathek, die Anfertigung ist dort auf 1957 bis 1958 datiert, zusammen mit ihrem als „Tasselkleid“ bezeichneten Bühnenkostüm. „Tasseln“ sind in diesem Zusammenhang kurze Kettchen mit aufgezogenen Glasperlen, an deren Ende häufig eine Bommel aus Strass oder Glas hängt, während das andere Ende mit einem Faden am Kleid befestigt wird.
Bei der Aufnahme in der Kinemathek wurden die Sammlungsstücke fotografisch erfasst. Für den auf Ausstellungen gezeigten Schwanenpelz wurde 1957 auf zwei Aufnahmen Schadenskartierungen erstellt, offene Nähte, Risse im Pelz, Fehlstellen, Gewebebrüche und frühere Restaurierungen wurden dokumentiert. Besteht bei einem Teil der Verdacht auf Insektenbefall, wird es bei einer Temperatur von bis zu 60° Celsius tiefgefroren, was sowohl Insekten wie auch deren Larven und Eier zuverlässig abtötet. Nach jeder Ausstellung wird der Mantel sicherheitshalber noch einmal gegen Mottenbefall begast. Die Aufbewahrung der beiden Schwanenpelze erfolgt in Museumskartons, diese wiederum in Schubladen. Die liegende Lagerung verhindert die Zugbelastung, die sonst im oberen Mantelbereich durch das Eigengewicht im Lauf der Jahre zu einem Zerreißen von Fell und Stoff führen würde. Um diese Belastung bei Ausstellungen zu verringern, wurden bei dem dafür bestimmten Mantel nachträglich Bänder eingenäht, mit denen ein Herabrutschen von der Figurette verhindert wird. Unvermeidlich ist, dass der Mantel, jedes Mal wenn er für eine Zurschaustellung aufgebaut wird, einige Federn verliert. Obwohl Marlene Dietrich in einer Rechnungsreklamation feststellte, die Kopie des Mantels entspreche nicht dem Original, ist bei oberflächlicher Betrachtung kein ins Auge fallender Unterschied festzustellen.
Wie für ihre übrigen Kostüme, verwahrte Marlene Dietrich auch für die Schwanenpelze alle Reste für eventuelle Reparaturen auf, Futterreste sowie offenbar später ausgewechselte Kragenteile und sonstige Fellstücke. Sie werden ebenfalls weiterhin in der Marlene-Dietrich-Sammlung der Kinemathek verwahrt.
Als nationales Kulturgut muss eine Ausfuhr des Schwanenpelzes zu Ausstellungszwecken ins außereuropäische Ausland jeweils durch die zuständige Berliner Senatsstelle genehmigt werden. Bei bildlichen Veröffentlichungen sind die Persönlichkeitsrechte bei diesem Nachlass zu berücksichtigen; die durch den Vertreter der Erben wahrgenommen werden. Die Deutsche Kinemathek hat die museumsnahen Rechte für die Nutzung der Nachlassbestände, keine weitergehende Rechte, wie die der kommerziellen Nutzung.
Im Jahr 2014 war der Schwanenpelz im MoMu, dem Modemuseum in Antwerpen in der Ausstellung „Birds of Paradise“ ausgestellt. Im Juli 2015 wurde der Mantel vom 14. Juni bis 12. Oktober sind im Pariser Modemuseum Musée Galliera gezeigt, zusammen mit anderen ihrer Kostüme. Der Anlass war die Benennung eines Platzes als „Place Marléne Dietrich“, nahe der Avenue Montaigne im 16. Bezirk, in dem Marlene Dietrich die letzten 16 Jahre ihres Lebens verbrachte.
Im Zeitgeschichtlichen Museum Leipzig wurde Marlenes „Traum von einem fluffigen Riesenmantel“, so von der Projektleiterin Brenner bezeichnet, vom 11. September 2019 bis zum 13. April 2020 in der Ausstellung „Purer Luxus“ „in der Ausstellung in einer Art goldenem Käfig hinter Glas - quasi unerreichbar - präsentiert“.

Reste früherer Schwanenpelz-Reparatur (Deutsche Kinemathek - Marlene Dietrich Collection Berlin)
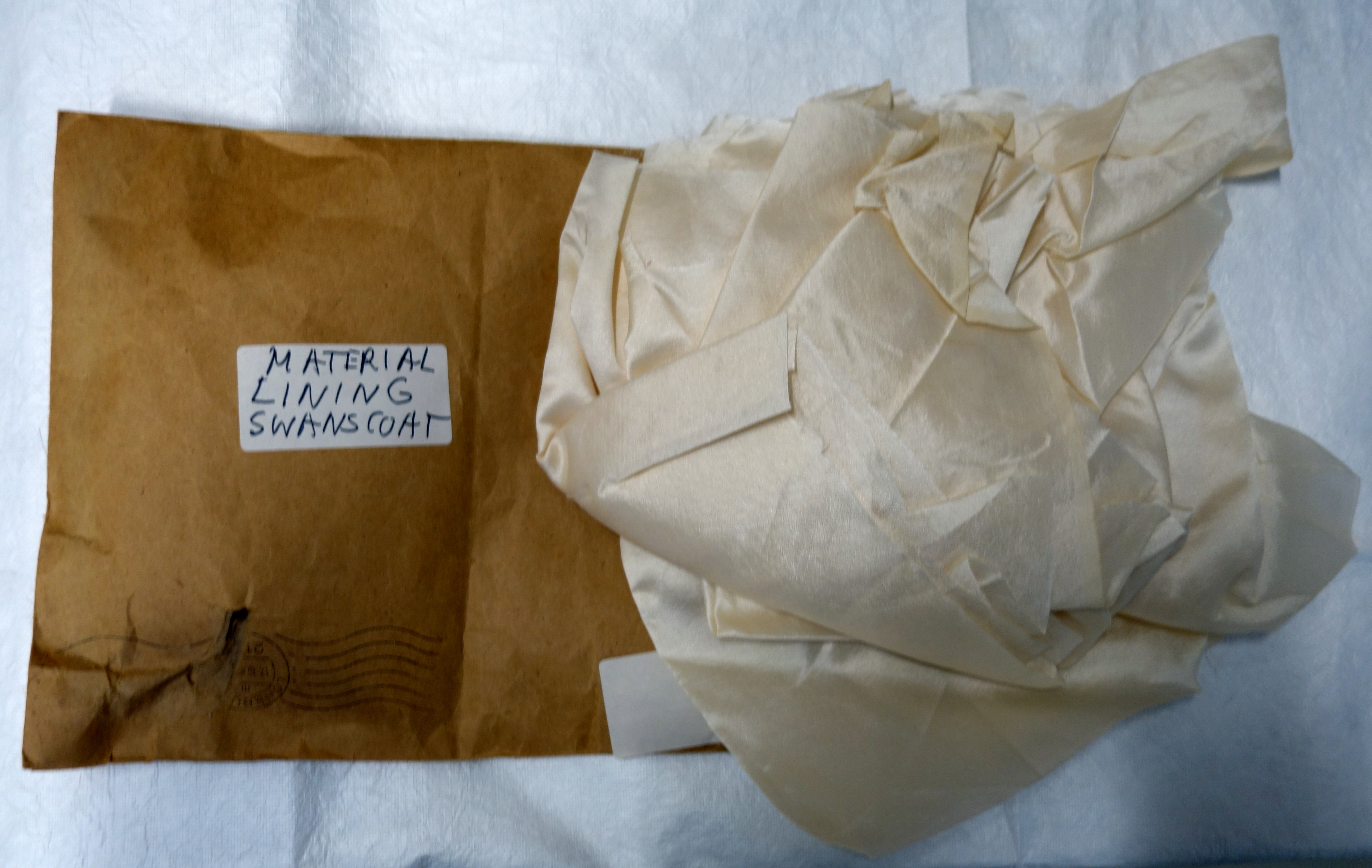
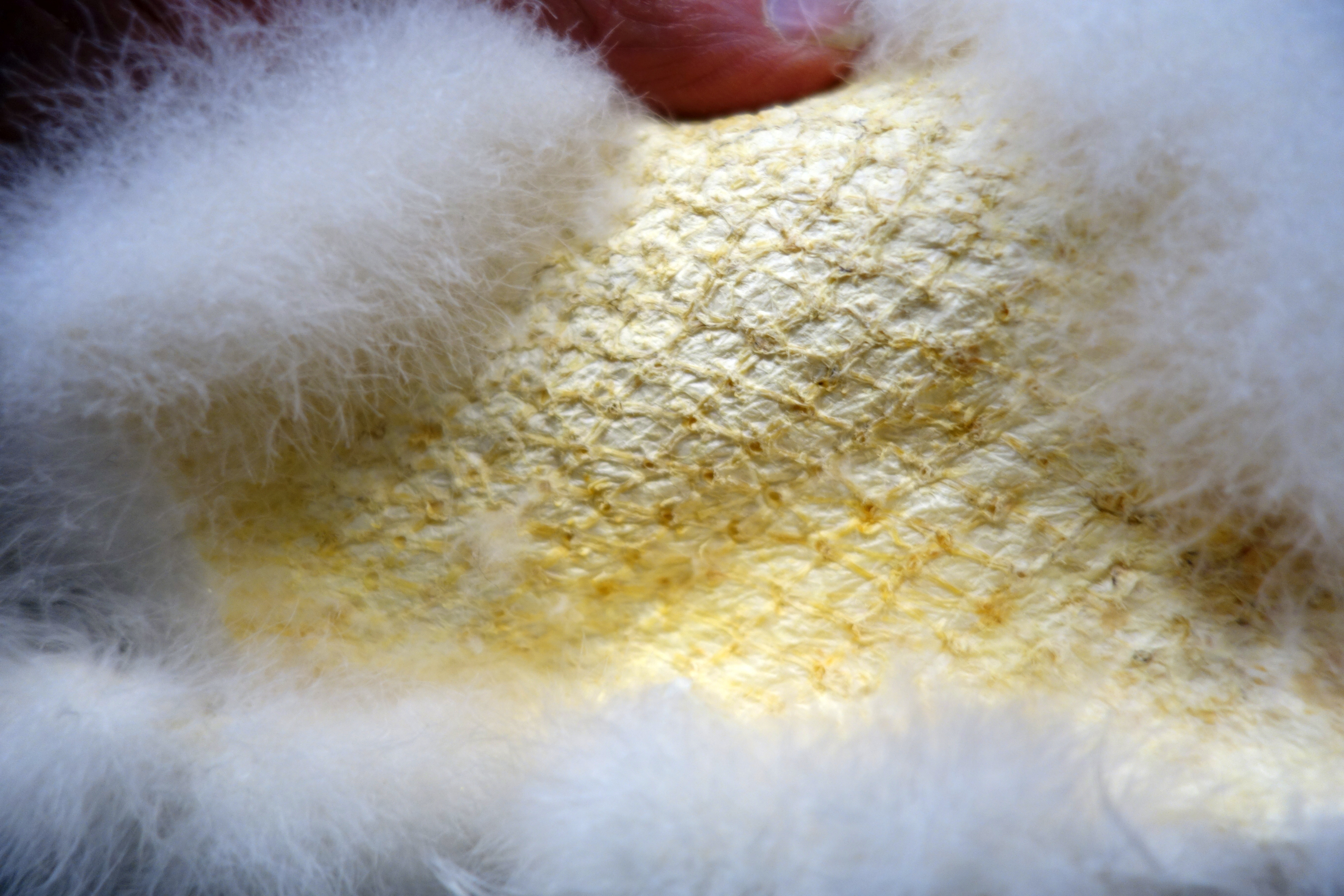
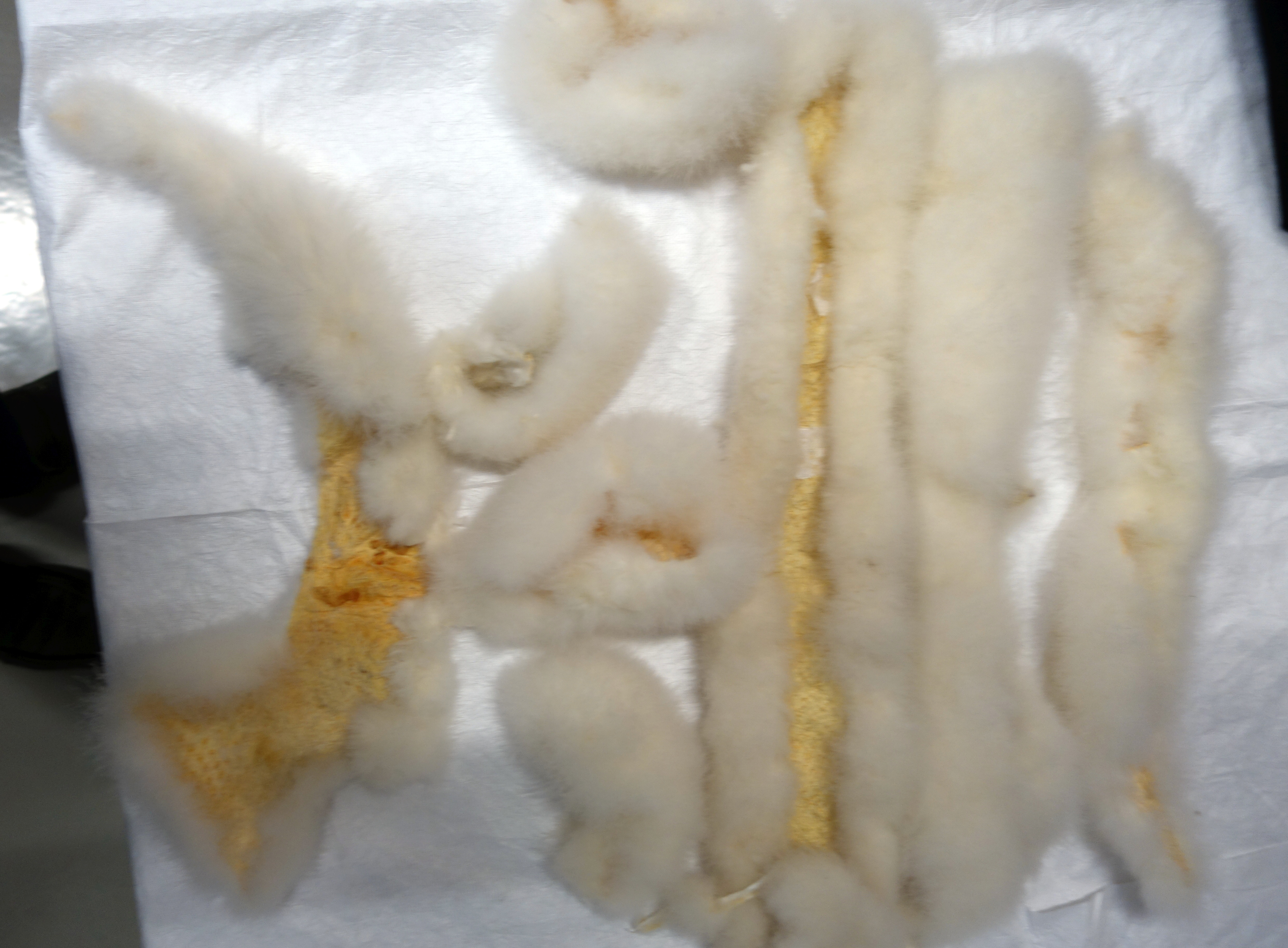
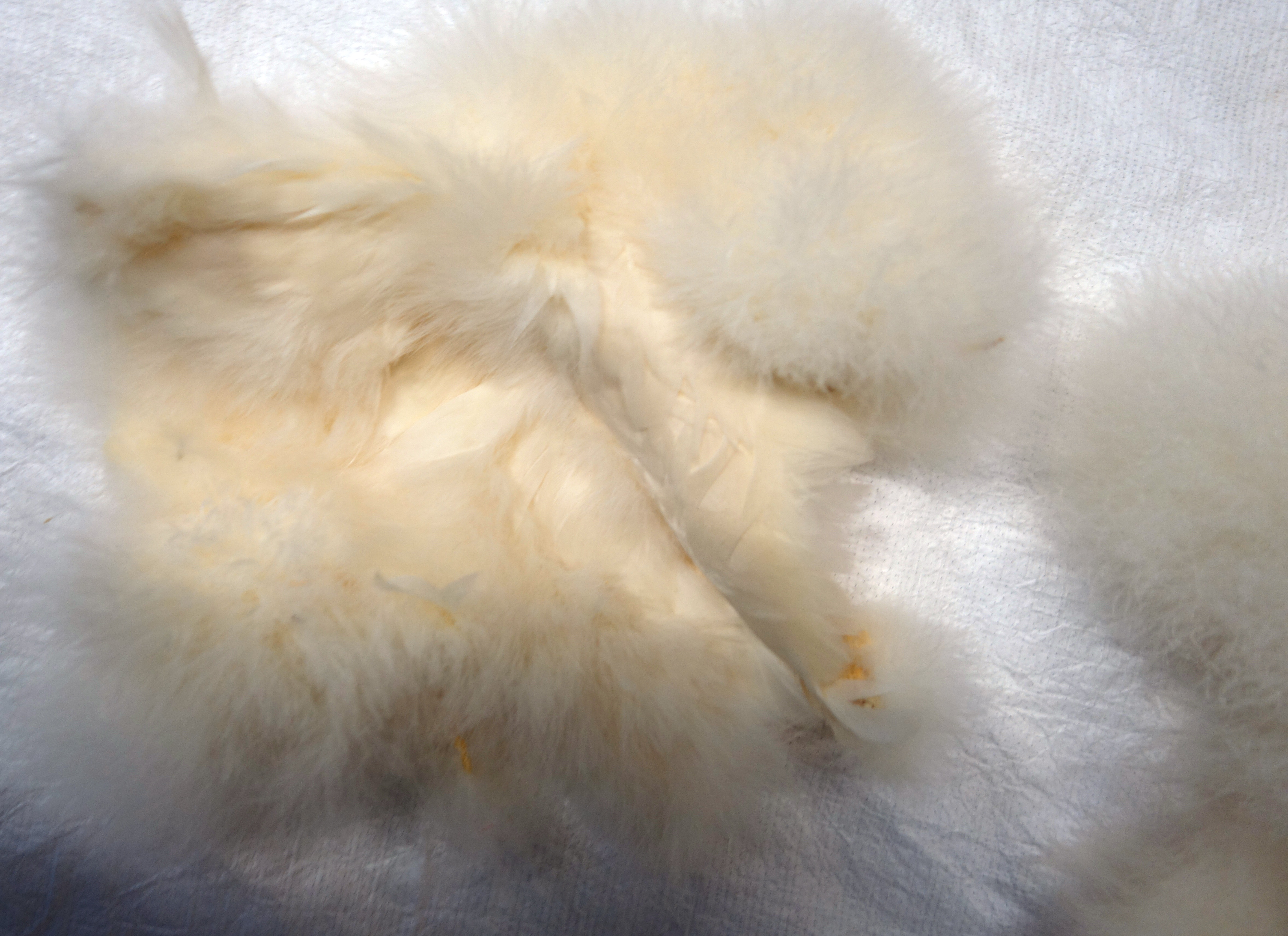

## Zitate
Eine Journalistin, Besucherin Marlene Dietrichs legendären Konzerts im Berliner Titania-Palast, schilderte beeindruckt: „Eine blonde Venus im Rheinkieselgeglitzer, umschäumt von den weißen Wogen ihres Schwanenfederpelzes, schritt die Dietrich langsam und aufrecht an die Rampe. Die 1800 Menschen im Saal empfingen die heimgekehrte Königin des Chansons mit überwältigendem Jubel; Marlene, nun sichtlich bewegt, verneigte sich, ihre Schleppe fegte über das Kabel, das Mikrofon sank ihr in die Arme, und sie rettete sich und das Publikum vor dem Ansturm der Wiedersehensfreude in den raukehligen Melodienbogen ihres berühmtesten Liedes »Ich bin von Kopf bis Fuß auf Liebe eingestellt«.“
Zu ihrem angenommenen 100. Geburtstags hieß es rückblickend: „Las Vegas, irgendwann in den Fünfzigern. Sie im Schwanenmantel, der fließt entlang den Körperrundungen wie ein Fluss in der Sonne. Der Strass auf der Haut glitzert um die Wette mit all den Scheinwerfern am Strip. Glamour umweht sie, und die Windmaschine wirbelt duftig den Stoff des Tasselkleides in die Luft: Marlene, die Venus entsteigt den Wellen des Irdischen.
Ihre Kostüme „tragen Federn und Pelze, die auf ihrem Körper zu wachsen scheinen wie die Pelze der Raubkatzen und die Federn der Vögel.“ (Jean Cocteau)

## „Coverversionen“
- Die Chansonsängerin und Schauspielerin Judy Winter stand seit 1998 als Marlene Dietrich mehr als 600 Mal auf der Bühne, auch noch 2010 im Berliner „Renaissance-Theater“ im Paillettenkleid und Schwanenmantel.[43][44]

- In einer Wiederaufführung des Theaterstückes „Marlene - Hommage an Marlene Dietrich“ des Jahres 2008 in Herne in der „Komödie im Park“ trug die Darstellerin Margot Komatz als Marlene Dietrich das Abendkleid und den Schwanenmantel, nach Originalen als Replik von der Kostümdesignerin Margarete Beyer entworfen und genäht. Für den Mantel waren „50 Meter weißer Kunstnerz und 60 Meter Marabufedern“ verarbeitet worden.[45]

- Für das Theaterstück „Spatz & Engel“, aufgeführt im Düsseldorfer Theater an der Kö, wurde eine Nacharbeitung des Schwanenmantels beschafft, Premiere 19. April 2024. Es handelt von der Freundschaft der Dietrich mit Edith Piaf. Von der Regisseurin Ute Willing hieß es dazu: „Er stammt aus dem gleichen Atelier wie das Original, ein Mitarbeiter ließ den weißen Pelz aus sogenannten Vogelfellen vor vielen Jahren nachschneidern. Er bricht mittlerweile fast auseinander, aber wir sind glücklich, dass wir ihn für unser Stück bekommen konnten.“[46]